# أندرو لام لويس، الابن
أندرو لام لويس، الابن (بالإنجليزية: Andrew L. Lewis Jr.) (و. 1931 – 2016 م) هو سياسي، ومدير من الولايات المتحدة الأمريكية .
وهو عضو في الحزب الجمهوري .

## التعليم
تعلم في جامعة هارفارد، وكلية هارفرد للأعمال.

## روابط خارجية
- أندرو لام لويس، الابن على موقع مونزينجر (الألمانية)
- أندرو لام لويس، الابن على موقع إن إن دي بي (الإنجليزية)